# Skillet
Skillet — американський християнський рок-гурт, створений 1996 року в місті Мемфіс, штат Теннессі, США. Випустив десять музичних альбомів, два з яких було номіновано на Греммі. За свою більш як 20-річну історію Skillet часто змінювали стиль музики, від хардроку до альтернативного року. Найвідоміші сингли: Comatose, Awake and alive, Monster, Hero, Rise, Back from the Dead, Legendary.

## Історія

### Ранні роки (1996–2002)
Гурт Skillet утворився у місті Мемфіс в середині 1990-х років. На момент запису свого дебютного альбому (Skillet) в 1996 році у гурті було троє учасників: Джон Купер, Трей МакЛаркін та Кен Стерт.  Джон Купер- колишній вокаліст прогресивного рок-гурту Seraph зі штату Теннессі, та Кен Стортс, колишній гітарист гурту Urgent Cry. Обидва гурти познайомилися під час спільних гастролей, але невдовзі розпалися, тож пастор Джона та Кена заохотив їх створити власний гурт, як сайд-проект . Вони вирішили назвати свій експеримент «Skillet». Згодом до гурту приєднався Трей МакКлуркін, як тимчасовий барабанщик. Skillet проіснували разом лише місяць, коли ними зацікавився великий християнський лейбл ForeFront Records. У 1996 році вони випустили демо-альбом Right Upside Your Head. 29 жовтня того ж року вони випустили однойменний дебютник Skillet. Він був добре прийнятий, і тріо продовжило писати новий матеріал під час гастролей Сполученими Штатами.
За словами Купера, назва гурту мала бути жартівливою, оскільки інші члени-засновники вже грали в інших групах, кожна з яких мала свій власний звук і стиль. Пастор церкви Covenant Community Church в Мемфісі, де гурт був сформований як сайд-проект групи прославлення, дав їм свою назву, оскільки вважав, що вони схожі на «південну кухню, де ви просто кидаєте купу різних речей у велику стару сковорідку і дивитеся, що з цього вийде».
Гурт Skillet записували свій наступний альбом протягом 1997 року під назвою "Hey You, I Love Your Soul", який вийшов у квітні 1998 року. Друга робота гурту стала зміною стилю у порівнянні з першим релізом. З цим релізом Skillet відмовилися від свого гранж-підходу на користь більш легкого індастріал-альтернативного року та стилю. Дружина Купера, Корі, незабаром була зарахована до складу гурту, щоб грати на клавішних на концертах, щоб полегшити його обов'язки з виступів.
Незадовго до того, як гурт розпочав запис свого третього альбому «Invincible», Стортс поїхав до сім'ї та заснував музичний коледж Visible, а Кевін Хааланд приєднався до гурту в якості нового гітариста. Корі Купер приєднався до гурту на постійній основі і грав на клавішних під час запису «Invincible». Через цю зміну музичний стиль «Invincible» змінився на більш електронний . Незабаром після виходу «Invincible» на початку 2000 року Трей МакКлуркін розійшовся зі Skillet, а місце барабанщика зайняв Лорі Пітерс.
Наприкінці 2000 року гурт випустив свій перший альбом поклоніння і четвертий альбом в цілому, "Ardent Worship". На наступному альбомі Alien Youth гурт зберіг більшу частину звучання з Invincible . 
28 серпня 2001 року, з невеликим проміжком часу між гастролями і записом, гурт Skillet випустили Alien Youth, який став першим альбомом, на якому Джон Купер взяв на себе обов'язки продюсера. Перед виходом Alien Youth Хааланд покинув гурт, і його місце на гітарі зайняв Бен Касіка.

### Палкий і проривний (2003-2011)
У 2003 році на лейблі Ardent Records вийшов п'ятий студійний альбом гурту - Collide, до якого увійшли сингли «Savior» та «Collide». У 2004 році права на Collide були викуплені лейблом Lava Records, що входить до складу Atlantic Records. 25 травня 2004 року «Collide» був перевиданий лейблом Lava Records з додатковим треком «Open Wounds». Альбом був номінований на «Кращий рок-госпел альбом» у 2005 році.

Посилаючись на P.O.D. як на джерело натхнення для музичних змін на Collide, Купер сказав:
«Ну, я один з цих авторів пісень, все, що я чую, проходить через мій фільтр Джона Купера, що мені подобається і що мені не подобається. [...] Всі ці речі [...] вплинули на мене".
Альбом Skillet «Comatose» вийшов 3 жовтня 2006 року. До нього увійшли сингли «Rebirthing», «Whispers in the Dark», «Comatose», «The Older I Get», «Those Nights», «The Last Night» і «Better Than Drugs». Альбом дебютував на 55 місці в чарті Billboard 200 і на 4 місці в американському чарті найкращих християнських альбомів .
У січні 2008 року Skillet оголосили, що їхня барабанщиця Лорі Пітерс покидає гурт, відчуваючи, що «настав час зійти з дистанції і почати нову главу у своєму житті». 31 грудня 2007 року відбувся останній концерт Пітерс у складі Skillet. Однак під час різдвяного сезону 2007 року вона знайшла час, щоб навчити наступну барабанщицю Skillet, Джен Леджер .
21 жовтня 2008 року вийшов альбом Comatose Comes Alive - комбінований CD/DVD, що містив живі записи концерту гурту 9 травня 2008 року в Чаттанузі, штат Теннессі. Він був показаний на каналі Gospel Music Channel 5 грудня 2008 року. CD «Comatose Comes Alive» Skillet також мав бі-сайд з «Live Free or Let Me Die» в якості синглу, а також п'ять акустичних треків, які покупці могли завантажити, вставивши диск у свій комп'ютер.
Альбом «Comatose» був сертифікований RIAA, як золотий і платиновий за продажами 3 листопада 2009 року і 20 травня 2016 року відповідно .
Сьомий альбом Skillet - "Awake" містить дванадцять пісень і був випущений 25 серпня 2009 році.  Він посів 2 місце в чарті Billboard top 200, продавши близько 68 000 копій за перший тиждень.  Пісня «Monster», що набрала популярності була випущена 14 липня 2009 року. Всупереч поширеній думці, Джон Купер заявив, що пісня «Hero» не була головною піснею цього альбому. Однак вона була випущена, як додаткова у березні 2010 року . Вони також випустили делюкс-версію з додатковими піснями «Dead Inside» і «Would It Matter», а також оригінальну радіоредакцію «Monster», яка не має спотвореного гроулу, як на синглі і на компакт-диску. Ремікс на «Monster» був представлений в одному з їхніх популярних подкастів. Пісня «Hero» була використана в рекламі першого футбольного матчу сезону НФЛ 2009 року між командами Pittsburgh Steelers і Tennessee Titans, а пісня «Monster» була використана в епізоді «Jason: Красунчик-хуліган» на MTV's Bully Beatdown.
«Monster» була тематичною піснею заходу WWE Hell in a Cell, а пісня “Hero” була тематичною піснею WWE Tribute to the Troops і Royal Rumble 2010 року. Обидві пісні увійшли до офіційного саундтреку до відеогри WWE SmackDown vs. Raw 2010. «Monster» також стала піснею-темою команди АХЛ “Клівленд Монстрз”, яка звучить у вступі гравців та після голу “Клівленда”, а також слугує темою відкриття гри “Фресно Монстрз” у Фресно, штат Каліфорнія. Пісня звучала на початку кількох футбольних матчів ACC на каналі Raycom Sports протягом сезону 2009 року. У перший тиждень квітня 2010 року пісня «Monster» була випущена для музичного магазину Rock band в альбомі Rock Band 2 . Вона також розділила рекорд найбільш рейтингового християнського альбому в чарті Billboard 200 з релізом Underoath 2006 року Define the Great Line і релізом Casting Crowns 2007 року The Altar and the Door; всі три альбоми дебютували на 2-му місці .
Skillet були номіновані на шість премій Dove Awards на 41-й щорічній церемонії GMA Dove Awards. 2 липня 2010 року альбом Awake отримав золотий сертифікат . Також у 2010 році Ardent випустили The Early Years, збірку своїх пісень з 1996 по 2001 роки. 12 листопада Skillet випустили iTunes sessions EP, що складається з пісень з Comatose і Awake.
14 лютого 2011 року Skillet офіційно оголосили, що багаторічний гітарист Бен Касіка залишає гурт. Касіца був з гуртом протягом 10 років, взявши участь у записі альбомів Alien Youth, Collide, Comatose і Awake, а також концертного альбому Comatose Comes Alive. Він відіграв концерт, який планувався як останній з гуртом 20 березня,  але повернувся і продовжив гастролі, поки не був підготовлений новий гітарист. 16 квітня Сет Моррісон замінив Касіцу на посаді соло-гітариста, і тепер гастролює зі Skillet на постійній основі .
Skillet оголосили про вихід міні-альбому Awake and Remixed на початку березня 2011 року. Ремікси в основному були зроблені Корі Купером і Беном Касікою. 2 березня 2011 року Skillet представили обкладинку альбому. Джон Купер каже, що ідея обкладинки виникла, коли Корі Купер і Бен Касіка зробили ремікс на пісню Monster для свого популярного подкасту. Реліз міні-альбому з чотирма піснями відбувся 22 березня.
Awake був номінований і виграв нагороду «Найкращий християнський альбом» на Billboard Music Awards 2011, а пісня «Awake and Alive» була анонсована для включення в саундтрек до фільму «Трансформери: Темні сторони Місяця» у травні 2011 року .
21 червня 2011 року Джон Купер написав у своєму Твіттері, що гурт вперше репетирує нову музику і готується до запису нового альбому . На сесії запитань і відповідей перед концертом Джон Купер повідомив, що вони будуть записувати новий альбом у січні/лютому 2012 року. Однак тоді гурт був запланований як хедлайнер туру Winter Jam Tour. Вони планували зайти в студію після завершення східного турне Winter Jam, приблизно у травні, щоб випустити реліз наприкінці 2012 року.
В інтерв'ю журналу CCM Magazine Джон Купер описав новий альбом як «поїздку на американських гірках». Він заявив: «У нас є агресивні треки, артистичні і музичні треки, що є новою територією для Skillet. Кілька пісень - це класичні американські гімни, а кілька пісень - фірмовий симфонічно-класичний рок Skillet. Гітари стали бруднішими і гострішими, з абсолютними шредерськими соло Сета». Одна з пісень, згаданих в інтерв'ю, називалася «Salvation» .

### Новий альбом (2012–2014)

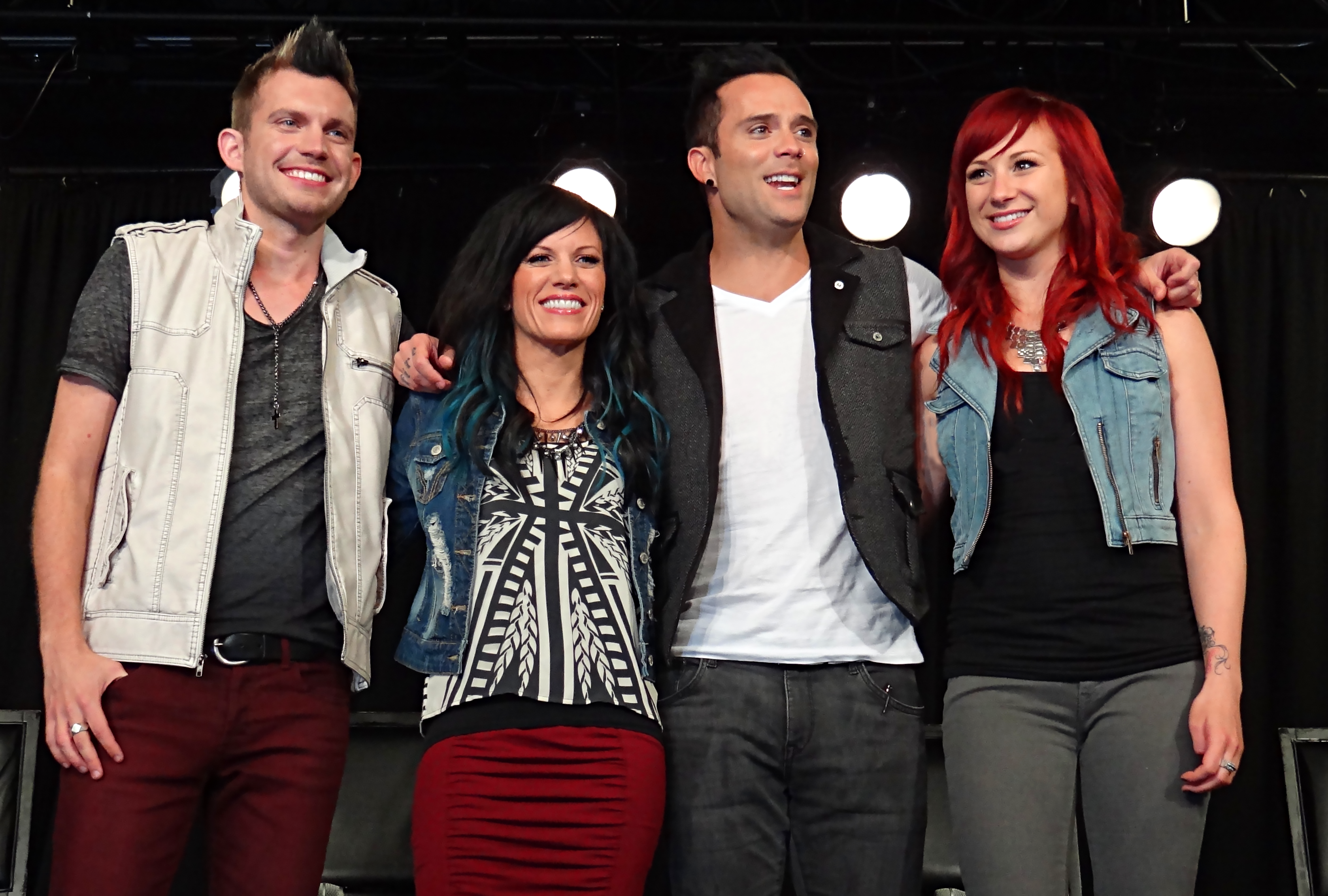
Гурт Skillet 14 червня 2013 року в Нешвіллі на заході VIP Road to Rise.

В інтерв'ю 26 січня 2013 року в Бомонті, штат Техас, Джон Купер оголосив, що новий альбом «Rise» вийде у травні 2013 року , але пізніше був запланований на 25 червня 2013 року.  В інтерв'ю NoiseCreep Джон Купер заявив, що перший сингл і відеокліп планується випустити до кінця квітня.  Перший сингл з альбому, «Sick of It», буде випущений на американському рок-радіо 23 квітня 2013 року.  Пізніше було підтверджено, що перший сингл, «Sick of It», буде випущений 9 квітня 2013 року.  Альбом дебютував на 4 місці в чарті Billboard 200 і на 1 місці в чартах Top Rock Chart і Christian Album, розійшовшись тиражем 60 000 копій тільки в США протягом першого тижня після релізу . Skillet були номіновані і виграли премію Dove Award за рок-пісню року за пісню «Sick of It».
25 червня 2013 року гурт випустив новий альбом під назвою Rise. Гурт виконав заголовний трек Rise в ефірі шоу «Conan» 11 липня 2013 року .

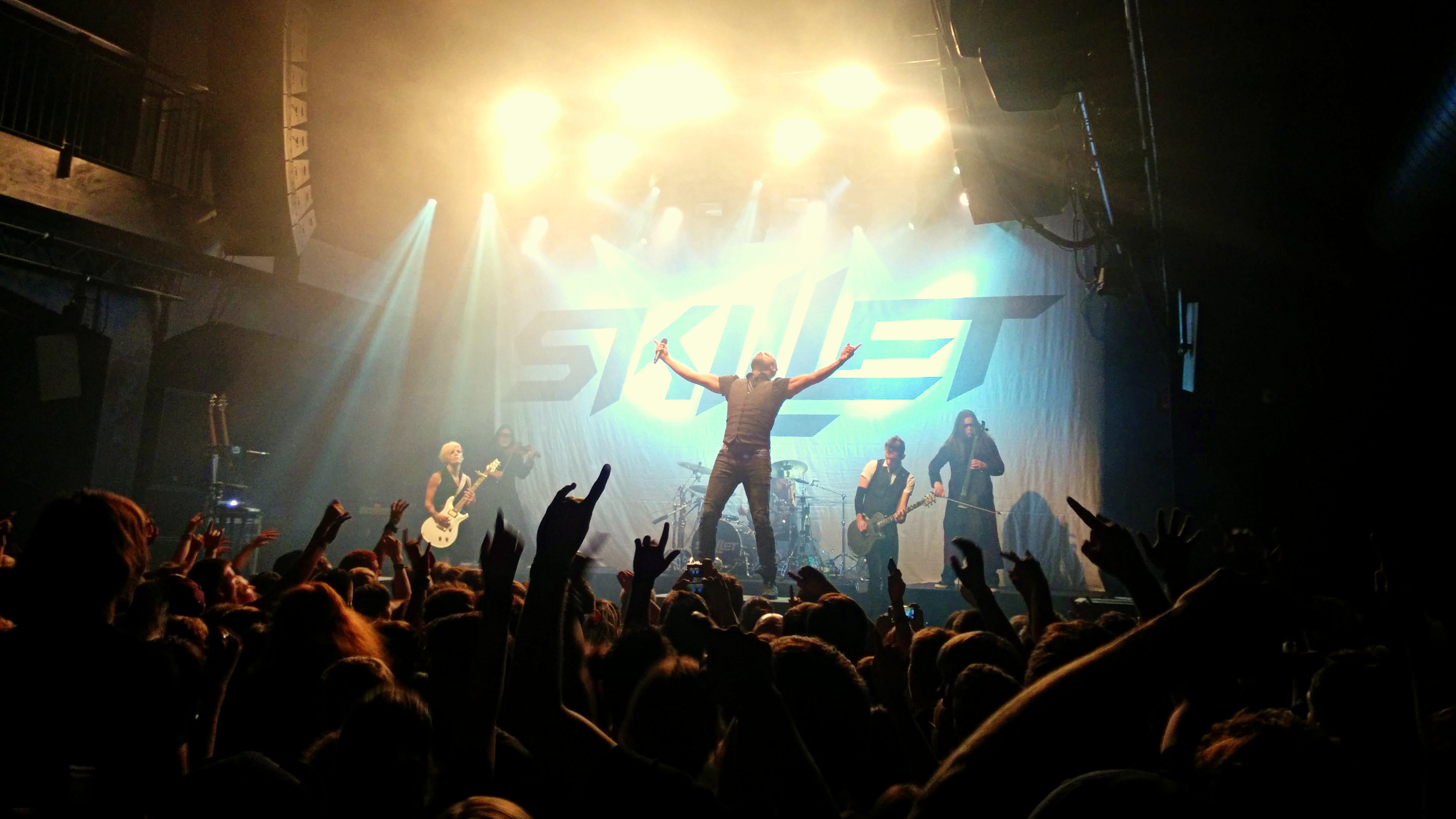
Skillet виконує пісні наживо в Цюріху 20 жовтня 2014 року.

Vital Signs, альбом-компіляція, випущений ексклюзивно в Європі, вийшов 13 жовтня 2014 року .

### (2015–2018)
16 лютого 2015 року Skillet оголосили, що пишуть матеріал для нового альбому, запис якого розпочнеться у червні, а реліз запланований на кінець 2015 або початок 2016 року . 8 квітня 2016 року Skillet опублікували на своїх сторінках у соціальних мережах попереднє прослуховування нової пісні, яка пізніше отримала назву «Out of Hell». 20 травня 2016 року було оголошено назву альбому «Unleashed», який пізніше вийшов 5 серпня 2016 року на лейблі Atlantic Records.  Також було випущено лірик-відео «Feel Invincible».  26 травня було випущено лірик-відео і цифровий сингл «Stars», а також прев'ю на іншу пісню під назвою «Back From the Dead». 6 червня було оголошено, що «Feel Invincible» стала тематичною піснею для Eleague від TBS, турніру з відеоігор у прямому ефірі. 7 липня 2016 WWE оголосила, що обрала пісню «Feel Invincible» офіційною темою для WWE Battleground.  12 липня 2016 року Rise отримав золотий сертифікат RIAA .
27 січня 2017 року гурт випустив новий запис «Stars» в акустичному стилі, який увійшов до фільму «Хатина» . 17 листопада 2017 року вийшло делюкс-видання «Unleashed Beyond», що містило новий матеріал, такий як «Breaking Free» за участю Лейсі Штурм і ремікси на «Feel Invincible» і «The Resistance».  Skillet також випустили п'ятитрековий міні-альбом, що містив ремікси на «Feel Invincible». Він був доступний для всіх, хто оформив попереднє замовлення на «Unleashed Beyond» на їхньому сайті.

### (2019–до тепер)
5 травня 2019 року Billboard опублікував статтю про майбутній десятий студійний альбом Skillet - "Victorious", в якій згадувалося, що гурт продав понад 12 мільйонів копій по всьому світу . 
7 травня 2019 року гурт випустив пісню «Legendary», як перший сингл з альбому Victorious. 14 червня 2019 року гурт випустив два нових сингли: «Save Me» та “Anchor.”  27 липня гурт випустив ще один сингл: «You Ain't Ready" . 2 серпня 2019 року гурт випустив свій 11-й альбом з іменем Victorious.
20 вересня 2019 року пісня «Legendary» дебютувала як тематична пісня WWE Raw .
11 вересня 2020 року вийшло Victorious: The Aftermath, делюкс-видання альбому.
У березні 2021 року Джон Купер отримав негативну реакцію щодо коментарів, які він зробив на церемонії «Греммі-2021», зокрема, щодо живого виступу Cardi B та Megan Thee Stallion та їхньої пісні «WAP» . Він повністю пояснив контекст своїх коментарів у відео, знятому у відповідь на критику .
15 вересня 2021 року вийшла перша пісня гурту Skillet за рік «Surviving the Game» . Гурт також анонсував свій одинадцятий студійний альбом “Dominion”, який вийшов 14 січня 2022 року , за яким послідував реліз ще трьох синглів: «Standing in the Storm» 12 листопада 2021 року,  “Refuge” 10 грудня 2021 року,  і заголовний трек “Dominion” 7 січня 2022 року. 9 грудня 2022 року Skillet випустили четвертий сингл з альбому, “Psycho In My Head”, і анонсували делюкс-видання альбому Dominion: Day of Destiny, яке вийшло 17 лютого 2023 року . 3 лютого 2023 року було оголошено, що «Psycho In My Head» стала тематичною піснею для WWE Elimination Chamber 2023 .
9 серпня 2024 року гурт випустив новий кліп на пісню "Unpopular", також було анансовано про новий альбом "Revolution", що має вийти 1 листопада.

## Панхеди
Панхеди, самоназва фанатів гурту, походить від англ. pan (укр. сковорідка). Колишній гітарист Skillet Кен Стерт в одному з інтерв'ю сказав:
Хто такі панхеди? Дивіться, є 3 рівні в Скіллетознавстві. Ті, хто поняття не мають, хто ми такі; ті, хто послухав нашу музику та став фанатом; і нарешті панхеди, — це ті, хто сходили на 3—4 наші концерти, проїхавши для цього понад 10 годин. Вони приносять на концерт сковорідки, плакати, пишуть нашу назву на машинах і таке інше. Звичайно, ми любимо всіх фанів, але для панхедів в наших серцях є особливе місце.

## Дискографія
Гурт випустив одинадцять студійних альбомів, два DVD, два мініальбоми та 43 сингли.

### Студійні альбоми
| Рік  | Назва                     | Лейбл                                        | Найвища позиція в чарті | Найвища позиція в чарті | Продаж  |
| Рік  | Назва                     | Лейбл                                        | США Top Heatseekers     | США Billboard 200       | Продаж  |
| ---- | ------------------------- | -------------------------------------------- | ----------------------- | ----------------------- | ------- |
| 1996 | Skillet                   | Ardent Records/Sparrow                       |                         |                         |         |
| 1998 | Hey You, I Love Your Soul | Ardent Records/ForeFront Records             |                         |                         |         |
| 2000 | Invincible                | Ardent Records/ForeFront Records             |                         |                         |         |
| 2001 | Alien Youth               | Ardent Records                               |                         | 141                     |         |
| 2003 | Collide                   | Lava Records/Ardent Records/INO Records      | 5                       | 179                     | 200,000 |
| 2006 | Comatose                  | Lava Records/Ardent Records/Atlantic Records |                         | 55                      | 300 000 |
| 2009 | Awake                     | Lava Records/Ardent Records/Atlantic Records |                         | 2                       | 800 000 |
| 2013 | Rise                      | Atlantic Records/Word Records                |                         | 4                       | 500 000 |
| 2016 | Unleashed                 | Atlantic Records                             |                         | 3                       | 500 000 |
| 2019 | Victorious                | Atlantic Records                             |                         | 2                       | 22 000  |
| 2022 | Dominion                  |                                              |                         | 38                      |         |
| 2024 | Revolution                |                                              |                         |                         |         |

| Рік  | Назва             | Лейбл          |
| ---- | ----------------- | -------------- |
| 2007 | The Older I Get   | Ardent Records |
| 2011 | Awake and Remixed | Ardent Records |

| Рік  | Назва                | Лейбл          |
| ---- | -------------------- | -------------- |
| 2000 | Ardent Worship       | Ardent Records |
| 2008 | Comatose Comes Alive | Ardent Records |

| Рік  | Назва                       | Лейбл          |
| ---- | --------------------------- | -------------- |
| 2010 | The Early Years (1996–2001) | Ardent Records |
| 2012 | The Platinum Collection     | Ardent Records |

| Рік  | Назва                               | Лейбл                                        |
| ---- | ----------------------------------- | -------------------------------------------- |
| 2002 | Alien Youth: The Unplugged Invasion | Ardent Records                               |
| 2008 | Comatose Comes Alive                | Lava Records/Ardent Records/Atlantic Records |
| 2013 | Awake and Live                      | Atlantic Records                             |

### Сингли
| Рік  | Назва                       | Позиція в чарті     | Позиція в чарті         | Позиція в чарті                  | Альбом                    |
| Рік  | Назва                       | США Mainstream Rock | США Hot Christian Songs | ChristianRock.net Annual Top 100 | Альбом                    |
| ---- | --------------------------- | ------------------- | ----------------------- | -------------------------------- | ------------------------- |
| 1996 | «I Can»                     |                     |                         |                                  | Skillet                   |
| 1996 | «Gasoline»                  |                     |                         |                                  | Skillet                   |
| 1996 | «Saturn»                    |                     |                         |                                  | Skillet                   |
| 1996 | «My Beautiful Robe»         |                     |                         |                                  | Skillet                   |
| 1998 | «Hey You, I Love Your Soul» |                     |                         | #30                              | Hey You, I Love Your Soul |
| 1998 | «Locked in a Cage»          |                     |                         | #4                               | Hey You, I Love Your Soul |
| 1998 | «More Faithful»             |                     |                         |                                  | Hey You, I Love Your Soul |
| 1998 | «Suspended In You»          |                     |                         | #61                              | Hey You, I Love Your Soul |
| 1998 | «Take»                      |                     |                         | #33                              | Hey You, I Love Your Soul |
| 1998 | «Whirlwind»                 |                     |                         |                                  | Hey You, I Love Your Soul |
| 2000 | «Best Kept Secret»          |                     |                         | #25                              | Invincible                |
| 2000 | «Invincible»                |                     |                         | #8                               | Invincible                |
| 2000 | «You're Powerful»           |                     |                         | #51                              | Invincible                |
| 2000 | «Come On to the Future»     |                     |                         |                                  | Invincible                |
| 2000 | «Rest»                      |                     |                         |                                  | Invincible                |
| 2000 | «The One»                   |                     |                         |                                  | Invincible                |
| 2000 | «You Take My Rights Away»   |                     |                         |                                  | Invincible                |
| 2000 | «Shout to the Lord»         |                     |                         |                                  | Ardent Worship            |
| 2000 | «Your Name Is Holy»         |                     |                         |                                  | Ardent Worship            |
| 2001 | «Alien Youth»               |                     |                         | #14                              | Alien Youth               |
| 2001 | «Eating Me Away»            |                     |                         |                                  | Alien Youth               |
| 2001 | «Rippin' Me Off»            |                     |                         |                                  | Alien Youth               |
| 2001 | «Stronger»                  |                     |                         |                                  | Alien Youth               |
| 2001 | «You Are My Hope»           |                     |                         | #98                              | Alien Youth               |
| 2002 | «Earth Invasion»            |                     |                         | #35                              | Alien Youth               |
| 2002 | «Kill Me Heal Me»           |                     |                         | #20                              | Alien Youth               |
| 2002 | «Vapor»                     |                     |                         | #14                              | Alien Youth               |
| 2003 | «The Thirst Is Taking Over» |                     |                         | #87                              | Alien Youth               |
| 2004 | «Forsaken»                  |                     |                         |                                  | Collide                   |
| 2004 | «My Obsession»              |                     |                         | #28                              | Collide                   |
| 2004 | «Savior»                    | #26                 |                         | #21                              | Collide                   |
| 2004 | «Open Wounds»               |                     |                         | #10                              | Collide                   |
| 2005 | «Under My Skin»             |                     |                         | #13                              | Collide                   |
| 2005 | «Collide»                   |                     |                         | #49                              | Collide                   |
| 2005 | «A Little More»             |                     |                         |                                  | Collide                   |
| 2006 | «Rebirthing»                |                     | #9                      | #3                               | Comatose                  |
| 2006 | «Whispers in the Dark»      | #34                 |                         |                                  | Comatose                  |
| 2007 | «The Older I Get»           | #26                 | #14                     |                                  | Comatose                  |
| 2007 | «The Last Night»            | #38                 | #16                     | #7                               | Comatose                  |
| 2007 | «Comatose»                  |                     |                         | #19                              | Comatose                  |
| 2008 | «Live Free or Let Me Die»   |                     |                         |                                  | Comatose: Deluxe Edition  |
| 2008 | «Those Nights»              |                     | #26                     |                                  | Comatose                  |
| 2021 | «Surviving the game»        |                     |                         |                                  | Dominion                  |
| 2023 | «Psycho in my head»         |                     |                         |                                  | Dominion                  |

### Кліпи
| Рік  | Пісня                  | Альбом                    |
| ---- | ---------------------- | ------------------------- |
| 1996 | «I Can»                | Skillet                   |
| 1996 | «Gasoline»             | Skillet                   |
| 1996 | «Saturn»               | Skillet                   |
| 1998 | «More Faithful»        | Hey You, I Love Your Soul |
| 2000 | «Best Kept Secret»     | Invincible                |
| 2001 | «Alien Youth»          | Alien Youth               |
| 2003 | «Savior»               | Collide                   |
| 2006 | «Rebirthing»           | Comatose                  |
| 2006 | «Whispers in the Dark» | Comatose                  |
| 2007 | «The Older I Get»      | Comatose                  |
| 2007 | «Looking for Angels»   | Comatose                  |
| 2009 | «Monster»              | Awake                     |
| 2010 | «Hero»                 | Awake                     |
| 2010 | «Awake and Alive»      | Awake                     |
| 2013 | «Sick Of It»           | Rise                      |
| 2013 | «American Noise»       | Rise                      |
| 2014 | «Not Gonna Die»        | Rise                      |
| 2016 | «Feel Invincible»      | Unleashed                 |
| 2016 | «Stars»                | Unleashed                 |
| 2019 | «Legendary»            | Victorious                |
| 2020 | «Save me»              | Victorious                |
| 2021 | «Surviving the Game»   | Dominion                  |
| 2023 | «Psycho in my head»    | Dominion                  |

## Учасники гурту

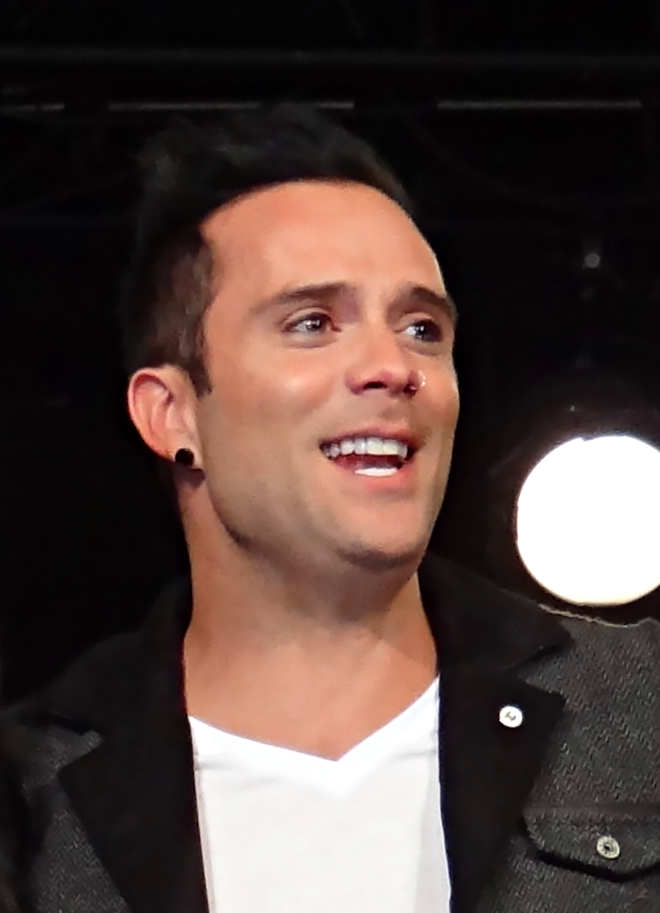
Джон Купер

### Поточний склад

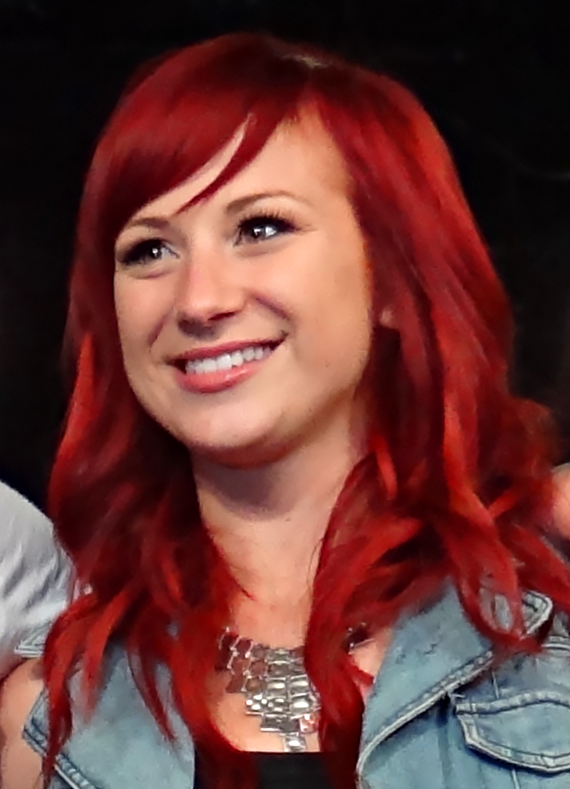
Джен Леджер

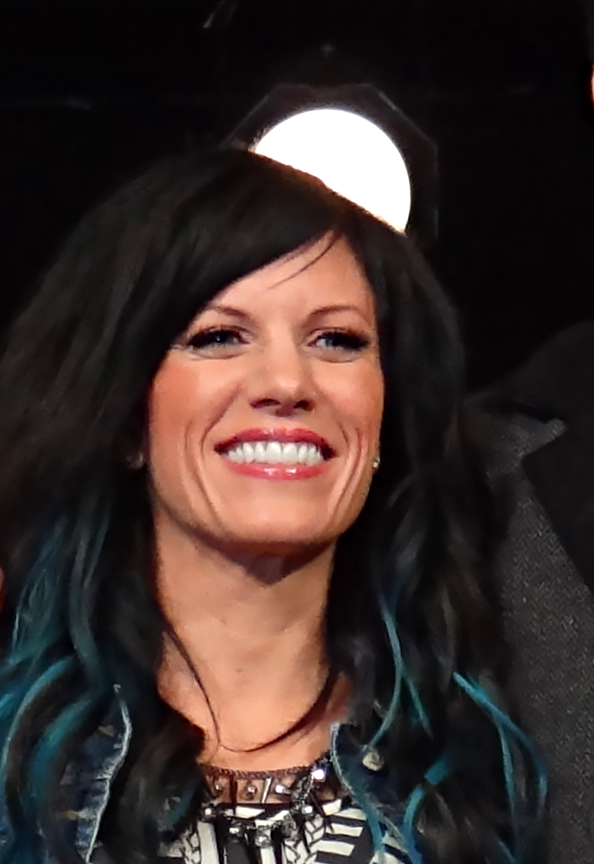
Корі Купер

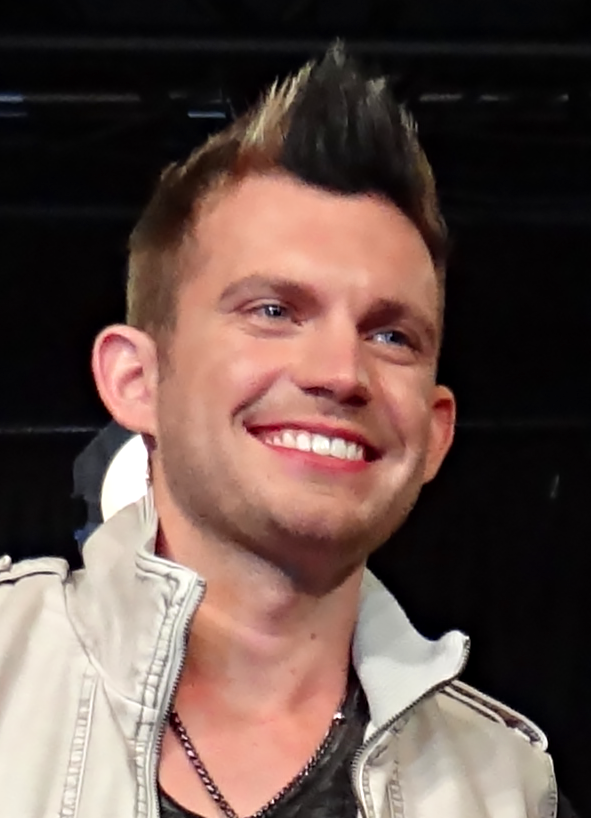
Сет Моррісон

- Джон Купер — ведучий вокаліст, бас, акустична гітара (1996 — дотепер); клавішні (1996—1999)
- Корі Купер — ритм-гітара, клавішні, синтезатори, бек-вокал (1999 — дотепер)
- Джен Леджер — барабани, бек-вокал і інколи головний вокал (2008 — дотепер)
- Сет Моррісон — соло-гітара (2011 — дотепер); живий бек-вокал (2019 — дотепер)

### Поточні гастролі та сесійні музиканти
- Тейт Олсен — віолончель (2008 — дотепер)

### Колишні
- Кен Стеортс — гітари (1996—1999)
- Кевін Гааланд — соло-гітара (1999—2001)
- Бен Касіка — соло-гітара (2001—2011)
- Джонатан Салас — соло-гітара (2011)
- Трей МакКлуркін — ударні (1996—2000)
- Лорі Пітерс — ударні (2000—2008)

### Колишні гастролюючі та сесійні музиканти
- Біллі Доусон — гітара (2000)
- Кріс Марвін — гітара, бек-вокал (2002—2003, 2005—2006)
- Фейт Стерн — клавішні, бек-вокал (2002—2003)
- Андреа Вінчелл — клавішні (2005—2006)
- Скотті Рок — бас (2009—2011)
- Джонатан Чу — скрипка (2008—2016)[84]
- Дрю Гріффін — скрипка (2017)
- Лейсі Штурм — вокал (кілька зустрічей у 2019 році, заміняючи обов'язки співачки Леджера, коли вона виходила зі своїм сольним проєктом під псевдонімом Ledger)[85]
- Джароб Брамлетт — ударні (кілька зустрічей у 2019 році, замінюючи Леджер барабанщицею, коли вона виходила зі своїм сольним проєктом під псевдонімом Ledger)[86]